# Uniao Flamengo Santos FC
L'Uniao Flamengo Santos FC és un club de futbol botswanès de la ciutat de Gaborone.
El nom del club fa referència a dos clubs brasilers Flamengo i Santos. No obstant, els seus colors són els de la selecció argentina.
Ascendí a primera divisió la temporada 2005-06. La temporada 2006-07 acabà en onzena posició. La temporada 2007-08 acabà en terncera posició.

## Palmarès
- Copa botswanesa de futbol: [6]
  - 2009